# Monts Marungu
Les monts Marungu sont une chaîne de montagnes de la République démocratique du Congo située entre les lacs Moero et Tanganyika, au sud des monts Mugita, dans l’Est du district de Tanganyika et le Nord-Est du district du Haut-Katanga.